# برنامج الأغذية العالمي
برنامج الأغذية العالمي للأمم المتحدة (بالإنجليزية: World Food Programme)‏ ويعرف اختصاراً WFP هو أكبر منظمة إنسانية في العالم لمكافحة الجوع. ويقدم البرنامج كل عام مساعدات غذائية إلى أكثر من 90 مليون شخص في أكثر من 70 بلداً حول العالم، وحصل البرنامج على جائزة نوبل للسلام لعام 2020.

## نظرة عامة

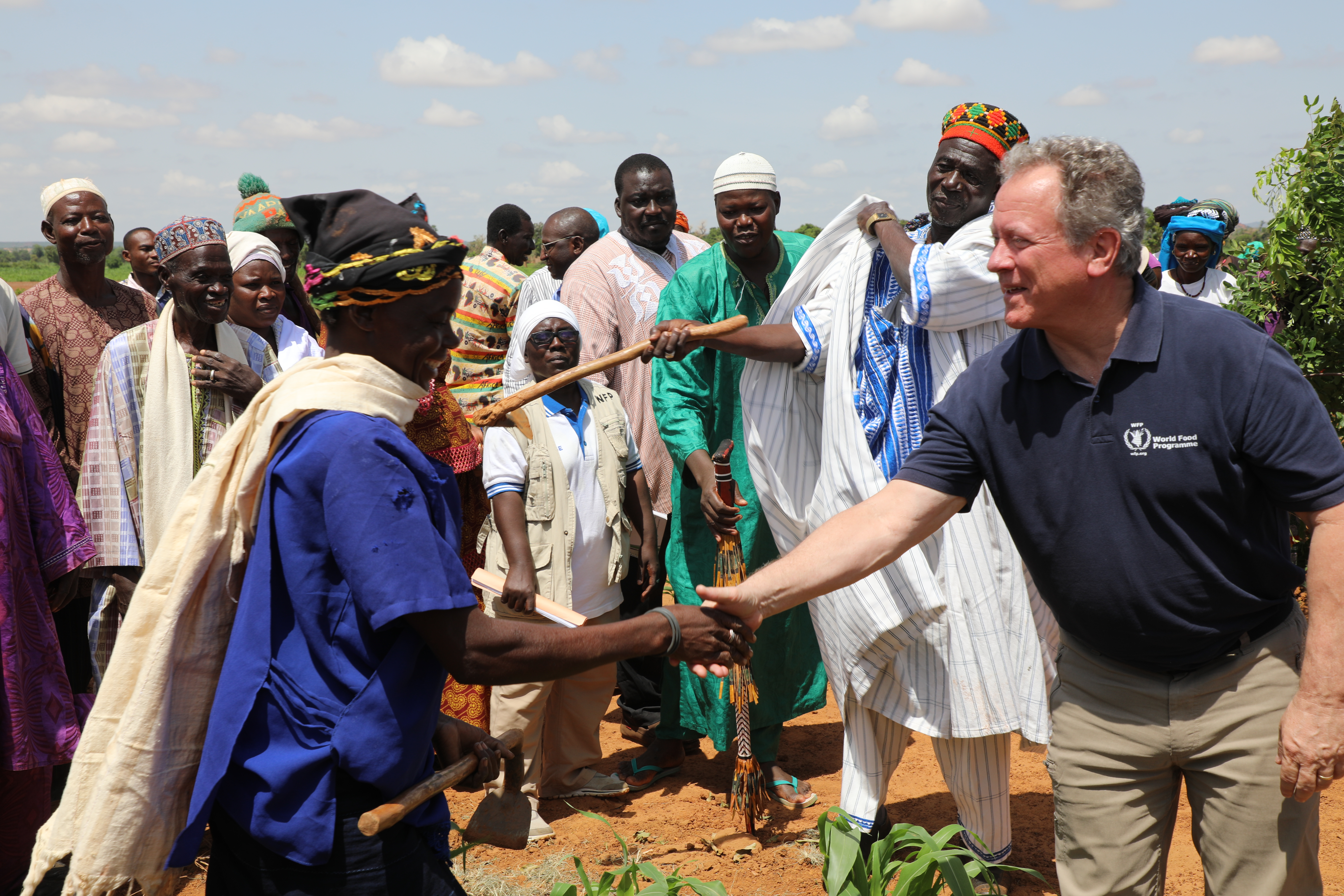
المدير التنفيذي ديفيد بيسلي يلتقي بنساء ورجال يستعيدون الأراضي المتدهورة في بوركينا فاسو. الصورة: برنامج الأغذية العالمي / جورج فومينين

كان من المقرر أن يبدأ برنامج الأغذية العالمي، الذي يتخذ من روما مقرا له، أعماله في عام 1963 لمدة ثلاث سنوات تجريبية. ولكن البرنامج اضطر إلى بدء أعماله قبل هذا العام بسبب تعرض إيران لزلزال مدمر في عام 1962 أعقبه بشهر اجتياح إعصار لتايلاند بالإضافة إلى عودة أكثر من خمسة ملايين لاجئ بعد إعلان استقلال الجزائر. وتطلبت هذه الأحداث تقديم مساعدات غذائية عاجلة من البرنامج الذي لم يتوقف عن العمل منذ ذلك التاريخ.
يقوم برنامج الأغذية العالمي، بوصفه وكالة الأمم المتحدة المعنية بمكافحة الجوع، بالاستجابة المستمرة لحالات الطوارئ. فهو يعمل على إنقاذ الأرواح عن طريق توفير الغذاء للجوعى والمستضعفين على نحو السرعة. كما يعمل البرنامج أيضاً على مساعدة الجوعى في تأمين الغذاء الكافي لهم في المستقبل. ويقوم بذلك من خلال مشروعات تستخدم الغذاء كوسيلة لبناء الأصول، ونشر المعرفة وتعزيز قدرات المجتمعات لتكون أقوى وتصل إلى مرحلة الاكتفاء الذاتي.

## رسالة البرنامج
يقوم البرنامج بتنفيذ مشروعات طارئة وتنموية في أكثر من 70 بلداً حول العالم من أجل كسر حلقة الفقر من خلال تشجيع ودعم المؤسسات التعليمية والصحية ومشروعات البنية التحتية الصغيرة التي يمكن أن يقوم بها الفقراء ذاتياً ومساعدة اللاجئين على العودة إلي أوطانهم.
في عام 1994، أصبح برنامج الأغذية العالمي أول منظمة تتبع الأمم المتحدة تعلن بيان مبادئ لعملها. ويعتبر هذا البيان بمثابة حجر الزاوية لسياسة البرنامج وعمله من أجل مساعدة المحتاجين واختيار أماكن تقديم المساعدات وكيفية العمل بنظرة مستقبلية من أجل وضع نهاية للجوع والفقر.
وبوصفه ذراع الأمم المتحدة لتقديم المساعدات الغذائية، فإن برنامج الأغذية العالمي يوظف الغذاء من أجل:
- تلبية احتياجات الطوارئ
- تعزيز التنمية الاقتصادية والاجتماعية

ويقوم برنامج الأغذية أيضا بتقديم الدعم اللوجستي لضمان حصول المحتاجين على المساعدات الغذائية في الوقت المناسب والمكان المناسب. ولا يدخر برنامج الأغذية العالمي وسعى في وضع قضية الجوع على رأس قائمة الاهتمامات الدولية وتشجيع السياسات والاستراتيجيات والعمليات التي تفيد الفقراء والجوعي مباشرة.

## كيف يكافح البرنامج الجوع
يقوم برنامج الأغذية العالمي، بوصفه وكالة الأمم المتحدة المعنية بمكافحة الجوع، بالاستجابة المستمرة لحالات الطوارئ. فنحن نعمل على إنقاذ الأرواح عن طريق توفير الغذاء للجوعى والمستضعفين على نحو السرعة.
كما يعمل البرنامج أيضاً على مساعدة الجوعى في تأمين الغذاء الكافي لهم في المستقبل. ويقوم بذلك من خلال مشروعات تستخدم الغذاء كوسيلة لبناء الأصول، ونشر المعرفة وتعزيز قدرات المجتمعات لتكون أقوى وأكثر ديناميكية.
وعلى سبيل المثال لا الحصر، يقدم البرنامج وجبات غذائية لأكثر من 20 مليون طفل في المدارس كل عام. وتشجع هذه الوجبات الأسر على إبقاء أولادهم في المدارس، وبالتالي تساعدهم على بناء مستقبل أفضل. فالطفل الذي لا يشعر بالجوع، تزداد قدرته على التركيز في دروسه.
ومن خلال برامج الغذاء مقابل الأصول، يقدم البرنامج مساعدات غذائية للجوعى مقابل عملهم في مشروعات من شأنها وضع الأسس من أجل غد أفضل. على سبيل المثال، عندما يتلاشى القلق لدى الناس بشأن كيفية توفير وجبتهم المقبلة سوف يتاح للمزارعين الوقت الكافي والقدرة اللازمة لبناء شبكات للري تساعد في زيادة الإنتاج.
كما تتيح مشروعات الغذاء مقابل التدريب للفقراء الفرصة لتكريس بعض الوقت لتعلم مهارات مثل تربية النحل، أو الحياكة، أو حتى الإلمام بالقراءة والكتابة، مما يساعدهم على الحفاظ على وضعهم الاقتصادي في المستقبل.

## لمن يقدم البرنامج المساعدة
- ضحايا الكوارث الطبيعية مثل الناجين من الجفاف في أفغانستان وأثيوبيا والفيضانات في هايتي.
- النازحون واللاجئين الذين أجبروا على ترك منازلهم وبلادهم لوقوع كارثة طبيعية أو صراعات مثل أذربيجان والسودان وأرمينيا وسيراليون إضافة إلى ضحايا التحولات الاقتصادية السريعة مثل كبار السن والمتقاعدين والأطفال في جورجيا وأيضا من يعانون من آثار النزاعات السياسية مثل الفلسطينيين الواقعين تحت الحصار الاقتصادى والإجراءات الأمنية الإسرائيلية المشددة.
- الفقراء العاجزين عن الخروج بمفردهم من حلقة الجوع والفقر الشيطانية.

## كيف تجري إدارة البرنامج
منذ عام 1996، اضطلع المجلس التنفيذي المؤلف من 36 دولة من الدول الأعضاء في برنامج الأغذية العالمي بدفة إدارة البرنامج. ويتواجد المدير التنفيذي في مقر الأمانة العامة لبرنامج الأغذية العالمي بروما في إيطاليا. ويتم تعيين المدير التنفيذي من قبل الأمين العام للأمم المتحدة والمدير العام لمنظمة الأغذية والزراعة لمدة ثابتة تصل إلى خمس سنوات.
وأصبحت جوزيت شيران المدير التنفيذي الحادي عشر لبرنامج الأغذية العالمي حيث تولت هذا المنصب في مطلع شهر إبريل/نيسان 2007.

## كيف يتم التمويل
يعتمد برنامج الأغذية العالمي بشكل كامل على التبرعات الطوعية في تمويل مشروعاته الإنسانية والإنمائية. ويحصل البرنامج على التبرعات إما في صورة أموال نقدية، أو أغذية مثل الدقيق، والفول، والزيت، والملح، والسكر، أو المواد الأساسية الضرورية للزراعة، وتخزين وطهي الغذاء وأدوات المطبخ، والأدوات الزراعية، والمخازن.
وحيث أنه ليس لدى البرنامج مصدر مستقل للأموال، فإن كافة التبرعات، سواء النقدية أو العينية تتضمن التكاليف المطلوبة لنقل وإدارة ومراقبة المواد الغذائية التي يقدمها البرنامج. وتشمل القائمة التالية الجهات التي تتبرع لعمليات برنامج الأغذية في العالم وهي:
- الحكومات: تعد مصدر التمويل الرئيسى لبرنامج الأغذية العالمي.
- الشركات: تقوم باستثمار طويل الأجل في التنمية البشرية.
- الأفراد: يمكن للأفراد أن يساعدوا الجوعى من خلال تقديم التبرعات.

## كيف يمكن للمانحين مساعدة البرنامج
تقدم المساهمات إما في صورة أموال نقدية، أو سلع غذائية، أو مواد غير غذائية. وتستخدم الأموال النقدية في شراء الأغذية، والمكونات غير الغذائية الحيوية، ودفع تكاليف نقل وتوزيع المعونة الغذائية، علاوة على التكاليف الإدارية.
ويرحب برنامج الأغذية العالمي بالتبرعات النقدية، أو المعونات الغذائية ذات الكميات الكبيرة، أو غير ذلك من المواد غير الغذائية المستخدمة في مشروعات محددة.
الأموال: تستخدم في شراء الأغذية، في الدول النامية كلما أمكن ذلك، ولتغطية تكاليف النقل، والتخزين والنفقات الإدارية للجهود الرامية للتأكد من أن الغذاء يصل بسلامة إلى أيدى من يحتاجون إليه.
المعونة الغذائية: تساعد السلع الغذائية ذات الكميات الكبيرة، مثل الدقيق، والفول، والزيت، والملح، والسكر، وبعض الأغذية المعلبة برنامج الأغذية العالمي في تلبية الاحتياجات الغذائية للجوعى الفقراء.
ويتطلب إطعام نحو 90 مليون شخص كل عام كميات هائلة من الأغذية، لذا فإن برنامج الأغذية العالمي يسعى لإيجاد الطريقة الاقل تكلفة لتقديم هذه الكمية. ولهذا السبب، لا يمكن قبول المساهمات الصغيرة من الأغذية.
المواد غير الغذائية: علاوة على الأغذية والأموال، يحتاج برنامج الأغذية العالمي إلى مساهمات أخرى، سواء لتسليم معونته، أو لمساعدة المستفيدين للحصول على أقصى استفادة مما يتلقونه من مساعدات.

## أزمة الغذاء العالمي
شهد عام 2008 ارتفاعا كبيرا في أسعار المواد الغذائية، مما تسبب في أن بعض الناس في بعض الدول الفقيرة اصابتهم مجاعة الجوع، حتى أنها أدت إلى سقوط الوزارة في تاهيتي. وزاد عدد الناس في العالم الذين يتعرضون للجوع وقلة الغذاء حتى وصل عددهم إلى 963 مليون نسمة خلال عام 2008.
وبسبب تأثيرات الأزمة المالية العالمية عام 2010 وصل عدد الجائعين في العالم نحو مليار من الناس.
في عام 2008 اضطرت الهيئة المسؤولة عن برنامج الغذاء العالمي لمضاعفة ميزانيتها لمساعدة المحتاجين. وقد استطاعت WFP مساعدة نحو 102 مليون من الناس في 78 دولة وإمدادهم بالغذاء. ويهدف برنامج الأغذية العالمي إلى مساعدة أكثر من 90 مليون من الناس في 78 دولة خلال عام 2010.

## أسعار الغذاء في تزايد
في القرن التاسع عشر عند بدء الثورة الصناعية وبالتحديد في عام 1798 كتب توماس مالتوس كتابا عن «مبدأ زيادة السكان» وذكر فيه أن زيادة السكان في العالم تزداد طبقا لدالة أسية في حين أن زيادة الأرض الزراعية والإنتاج الزراعي تزداد طبقا لعلاقة خطية بسيطة لا تجاري الزيادة في تعداد السكان.
ونجد اليوم نحو950 مليون من البشر في العالم ينقصهم الغذاء. وقد وصل استغلال الأرض الزراعية إلى حد يصعب معه زيادة الإنتاج بسبب التغير المناخي وقلة المياه وقلة الاهتمام بالزراعة على المستوى العالمي. وفي عامي 2010 و 2011 استهلك الأمريكان من الحبوب أكثر مما ينتجون. وقد ارتفع أسعار الغذاء نحو 39% عن العام الماضي.
وتعتقد منظمة FAO انه لا بد من زيادة إنتاج الغذاء بنسبة 70% حتي عام 2050 لتغطية احتياجات الناس من الغذاء وتحذر من أن العالم قد وصل إلى مرحلة حرجة بالنسبة إلى إنتاج الغذاء لا يمكن استهوانها أو السكوت عليها. والأكيد هو أن أسعار الغذاء سترتفع مستقبلا في العالم، وسوف يؤثر ذلك على سكان البلاد الفقيرة حيث يصرف الناس معظم دخولهم على شراء الغذاء لهم ولعائلاتهم. في حين أن سكان الدول المتقدمة يصرفون نحو 15% فقط من دخولهم على الغذاء، ولا يؤثر ارتفاع أسعار الغذاء لديهم مشاكل.

## جفاف عام 2012
اشتدت حالة الجفاف في أمريكا الشمالية في صيف عام 2012 حتى أصبح إنتاج الغلال مهددا من تلك الغلال القمح والذرة وفول الصويا. وعلما بأن فول الصويا من المواد الغذائية التي تستخدم علفا للماشية، فقلتها أصبحت تهدد أيضا حياة الماشية في مناطق كثيرة من الولايات المتحدة، مما جعل الفلاحين هناك يبيعون ماشيتهم بغرض الذبح. هذا سيخفض من أسعار اللحوم لفترة وجيزة، ثم يعود سعرعها في الارتفاع بعد اجتياز تلك الموجة الجافة وتعود ترتفع بسبب قلة ما تبقى منها على قيد الحياة. كلا العاملين سوف يؤثر على غذاء الأقطار الفقيرة في العالم التي تستورد حبوبها ولحومها من الولايات المتحدة الأمريكية. ولاأحد يعرف إلى متى سيستمر الجفاف، هل سيزيد معدل الجفاف على الكرة الأرضية بسبب الانحباس الحراري ؟ أم أنها مجرد فترة قصيرة. ازداد اعتقاد العلماء بأن الانحباس الحراري في ازدياد بسبب صنع الإنسان الذي يستهلك من الوقود الكثير في المصانع والمواصلات وغيرها.
الحالة في الولايات المتحدة عام 2012 طبقا لما اتي في «مجلة التايم» في أغسطس 2012 :
- معدل محصول القمح الجيد 24% هذا الصيف بالمقارنة بمعدل 62% في العام السابق.
- مخزون فول الصويا نهاية عام 2011 (170 مليون بوشل، 1 بوشل يعادل 35 لتر أو 15 كيلوجرام من الحبوب) كان أقل بكثير عن مخزونه في الأعوام السابقة (257 مليون بوشل Bushels).
- زادت مساحة الأراضي المتعرضة للجفاف أو جفاف ثقيل من 17% في الماضي إل 39% من مساحتها هذا العام.
- 73 % من الأراضي في الولايات المتحدة الأمريكية التي تربي الماشية أصبحت متأثرة هذا العام من شدة الجفاف ونقص فول الصويا.
- 88 % من الأراضي التي تزرع القمح أصبحت متأثرة بالجفاف.
- 40% من القمح تستخدم في الولايات المتحدة لصناعة الوقود الحيوي.

## وصلات خارجية
- الموقع الرسمي